# Інститут Ґмеліна
Інститут неорганічної хімії та суміжних галузей імені Ґмеліна (нім. Gmelin-Institut für Anorganische Chemie und Grenzgebiete) був інститутом здебільшого хімічної документації, який базувався у Франкфурті-на-Майні. Він був названий на честь Леопольда Ґмеліна, який започаткував Довідник Ґмеліна з неорганічної хімії, і який фактично був одним із результатів роботи Інституту.
Частково переживши воєнні бомбардування, у 1946 році Інститут спочатку перейшов у відання Товариства кайзера Вільгельма, а з 1948 року він був інститутом Товариства Макса Планка, і припинив свою роботу в 1997 році.

## Історія та завдання
Інститут був створений в 1922 році робочою групою Німецького хімічного товариства. Після Другої світової війни інститут був перенесений до Клаусталь-Целлерфельда в колишні адміністративні будівлі заводу Танне, а в 1946 році був переданий у відання Товариству кайзера Вільгельма. З 1948 року він належав Товариству сприяння розвитку науки Макса Планка З 1956 року інститут базувався в будинку Карла Боша у Франкфурті-на-Майні.
З 1957 до 1967 року інститут був приєднаний до підрозділу документації ядерної енергії (AED), який фінансувався Федеральним міністерством атомної енергії та був перейменований на Центральний офіс документації атомної енергії (ZAED) у 1961 році.
З самого початку основною метою інституту та його 120 співробітників було видання Довідника Ґмеліна з неорганічної хімії, а також підтримка та оновлення онлайнової бази даних з таким самим вмістом на хості бази даних STN International, яка була створена від 1984 року.
Наприкінці 1997 року видання «Бази даних Ґмеліна» було припинено, а інститут закрито рішенням Сенату Товариства Макса Планка 14 листопада 1997 року після невдалого злиття з FIZ Chemie. На момент розпуску в інституті ще працювало близько 70 осіб.
До моменту припинення видання було опубліковано 760 томів довідника на близько 240 тис. сторінок.
Пошук у базах даних можна здійснювати за допомогою мови запитів Reaxys разом із базами даних Beilstein і Chemical Patents.
На додаток до «Бази даних Ґмеліна» також були створені та поширені інші продукти:
- ICSD — англ. Inorganic Crystal Structure Database (база даних структур неорганічних кристалів). Містить близько 36 000 структур кристалів (станом на 1997 рік); також доступна на STN online[що це?] і на CD-ROM.
- TYPIX Database — die 1997 rund 3.600 kritisch bewertete Datensätze von Strukturtypen anorganischer Verbindungen enthielt und mit denen man kristallographische Daten standardisieren und Beugungsdaten aus Pulveraufnahmen berechnen kann.
- GABCOM & GABMET «Abkürzungen von Verbindungen und Methoden aus Chemie und Physik» eine in Deutsch und Englisch erschienene Sammlung von über 4000 Abkürzungen aus der Chemie und Physik (ISBN 978-3-540-93662-6 (dt.); ISBN 978-3-540-93653-4 (engl.)).

## Директори
- 1948—1967: Еріх Пітш
- 1969—1979: Марґо Беке-Ґерінґ
- 1979—1997: Еккегард Флюк

## Цікаво знати
Під час Другої світової війни співробітницею інституту і свідком бомбардування була донька гетьмана Павла Скоропадського Олена Отт-Скоропадська.